# Lloyd Corrigan
Lloyd Corrigan, född 16 oktober 1900 i San Francisco, Kalifornien, död 5 november 1969 i Woodland Hills, Kalifornien, var en amerikansk skådespelare och regissör.

## Filmografi, urval
- 1940 – Frank James hämnd
- 1940 – Ingen rädder för spöken
- 1940 – Kärlek vid första smällen
- 1941 – Visslingen i mörkret
- 1942 – En man av stål
- 1944 – Gäckande skuggan tar hem spelet
- 1944 – Osynliga länkar
- 1945 – Flickor, ohoj!
- 1948 – Den stora klockan
- 1949 – Flickan från badstranden
- 1952 – Blekansiktets son
- 1962 – Hjärntvättad
- 1963 – En ding, ding, ding, ding värld